# Kvænangen
Kvænangen é uma comuna da Noruega, com 2 110 km² de área e 1 394 habitantes (censo de 2004).         